# Acacia filamentosa
Acacia filamentosa är en ärtväxtart som beskrevs av Bruce R. Maslin. Acacia filamentosa ingår i släktet akacior, och familjen ärtväxter. Inga underarter finns listade i Catalogue of Life.